# Новый Кояш
Но́вый Коя́ш (крымскотат. Yañı Qoyaş, Янъы Къояш, укр. Новий Кояш) — исчезнувшее село в Ленинском районе Республики Крым, располагавшееся на юго-востоке района и Керченского полуострова, у северного подножия горы Опук, примерно в 5,5 км к югу от современного села Борисовка.

## История
Впервые в исторических документах Новый Кояш встречается на 10 верстовке Крыма 1922 года (в составе Керченского района), где оно обозначено, как селение с менее чем 10 дворами (в 1922 году уезды получили название округов). 11 октября 1923 года, согласно постановлению ВЦИК, в административное деление Крымской АССР были внесены изменения, в результате которых округа были отменены и основной административной единицей стал Керченский район, в который вошло село.. Согласно Списку населённых пунктов Крымской АССР по Всесоюзной переписи 17 декабря 1926 года, в селе Кояш Новый, Марьевского сельсовета Керченского района, числилось 12 дворов, все крестьянские население составляло 62 человека, все татары. Постановлением ВЦИК «О реорганизации сети районов Крымской АССР» от 30 октября 1930 года (по другим сведениям 15 сентября 1931 года) Керченский район упразднили и село включили в состав Ленинского, а, с образованием в 1935 году Маяк-Салынского района — в состав нового района. В последний раз Новый Кояш встречается на подробной карте генштаба РККА 1941 года. При этом в годы Великой Отечественной войны 2 жителя Яни-Кояша пали в боях с захватчиками — об этом извещает надпись на памятном знаке в честь погибших воинов-односельчан, установленном в центре сельского поселения Марьевке.